# Per Brinch Hansen
Per Brinch Hansen (Frederiksberg, 13 de novembro de 1938 — 31 de julho de 2007) foi um cientista da computação da Dinamarca conhecido por ter sido pioneiro na teoria da programação concorrente e do núcleo monolítico.
Nascido em Frederiksberg, subúrbio de Copenhagen, obteve graduação do ensino médio em 1957 no ginásio de St. Jørgens, em Frederiksberg, e tornou-se mestre em engenharia elétrica em 1963 na Universidade Técnica da Dinamarca.
Durante a década de 1960 trabalhou para a empresa dinamarquesa de computação Regnecentralen, primeiramente no grupo de compiladores liderado por Peter Naur e Jørn Jensen, e posteriormente como arquiteto chefe do minicomputador RC 4000 e seu renomado núcleo (RC 4000 Multiprogramming System).
Desde a década de 1970 sua pesquisa na ciência da computação tinha focado a programação concorrente. Inspirado pela linguagem de programação Simula 67, ele inventou o conceito do monitor em 1972. Já nos Estados Unidos, desenvolveu a primeira linguagem de programação concorrente, o Concurrent Pascal (1975).
Desde 1987, era professor na Universidade de Siracusa em Nova Iorque. Em 31 de julho de 2007, Per Brinch Hansen faleceu de câncer.